# Pinguicula nevadensis
La tiraña de Sierra Nevada (Pinguicola nevadensis) es una planta carnívora, endémica de Sierra Nevada, España.

## Descripción
Atrapa los insectos mediante sus hojas pegajosas, utilizándolas como «atrapamoscas», consiguiendo de esta manera nutrientes en un medio en el que éstos no abundan; sus flores son de color púrpura rosado, floreciendo habitualmente en julio. Está catalogada como especie vulnerable, al estar los borreguiles sometidos a problemas como el turismo, sobrepastoreo y escasez del agua. Su hábitat son los pisos oromediterráneo y crioromediterráneo, más concretamente los borreguiles y turberas, en las zonas más húmedas y encharcadas por encima de los 2500 m s. n. m. (metros sobre el nivel del mar).

## Taxonomía
Pinguicula nevadensis fue descrita por (Lindb.) Casper y publicado en Feddes Repert. Spec. Nov. Regni Veg. 66: 112 1962.
Sinonimia
- Pinguicula leptoceras auct.
- Pinguicula vulgaris subsp. nevadensis H.Lindb.[2]

## Nombres comunes
- Castellano: tiraña, tiraña de Sierra Nevada, pinguicola nevadensis.[2]